# Zvonička v Holčovicích
Zvonička se nachází ve Holčovicích, okrese Bruntál. Zvonička byla zapsaná do seznamu kulturních památek před rokem 1988.

## Historie
Dřevěná zvonice byla v roce 1957 přenesena ze zaniklé obce Adamov do Horních Holčovic. Zvonice byla přesunuta do areálu protialkoholního oddělení Horní Holčovice pobočky Psychiatrického ústavu v Opavě, aby se zabránilo jejímu zničení vandaly nebo požárem. Přenesení inicioval správce léčebny Josef Škrla.

## Architektura
Patrová dřevěná zvonice z 19. století. Spodní část zvonice v podobě komolého jehlanu kryje obvodová stříška, na ni v patře je postaveno hranolové zvonové patro s obdélnými zvonovými okny na západní a jižní straně. Okenní rámy jsou dřevěné s žaluziemi. Věžička je ukončena stanovou střechou krytou plechem. Střechu završuje kříž. Opláštění je deštěné. Zvonička nemá zvon.